# Lycosa trichopus
Lycosa trichopus är en spindelart som först beskrevs av Roewer 1960.  Lycosa trichopus ingår i släktet Lycosa och familjen vargspindlar.
Artens utbredningsområde är Afghanistan. Inga underarter finns listade i Catalogue of Life.